# Diplusodon ramosissimus
Diplusodon ramosissimus är en fackelblomsväxtart som beskrevs av Johann Baptist Emanuel Pohl. Diplusodon ramosissimus ingår i släktet Diplusodon och familjen fackelblomsväxter. Inga underarter finns listade i Catalogue of Life.